# Ротенберг
Ротенберг (њем. Rothenberg) општина је у њемачкој савезној држави Хесен. Једно је од 15 општинских средишта округа Оденвалд. Према процјени из 2010. у општини је живјело 2.451 становника. Посједује регионалну шифру (AGS) 6437014.

## Географски и демографски подаци
Ротенберг се налази у савезној држави Хесен у округу Оденвалд. Општина се налази на надморској висини од 482 метра. Површина општине износи 30,5 km². У самом мјесту је, према процјени из 2010. године, живјело 2.451 становника. Просјечна густина становништва износи 80 становника/km².